# آيت المعمر (الحمارة)
آيت المعمر هو دُوَّار يقع بجماعة أحد بوحسوسن، إقليم خنيفرة، جهة بني ملال خنيفرة في المملكة المغربية. ينتمي الدوّار لمشيخة الحمارة التي تضم 6 دواوير. يقدر عدد سكانه بـ 517 نسمة حسب الإحصاء الرسمي للسكان والسكنى لسنة 2004.

## وصلات خارجية
- البوابة الوطنية للجماعات الترابية
- المندوبية السامية للتخطيط